# 管虎
管虎（1968年8月1日—），北京人，中国导演、编剧，是中国大陆第六代电影导演的代表人物之一。

## 生平
管虎祖籍山东临沂，1968年生于北京的演艺之家，父亲是演员管宗祥，母亲是演员于黛琴。1991年毕业于北京电影学院导演系电影导演专业。1992年，自筹资金拍摄电影处女作《头发乱了》。2000年，凭电影《再见，我们的1948》获得第6届中国电影华表奖电影新人奖。2002年，正式进军电视剧界，凭警匪电视剧《黑洞》一炮而红。2005年与女演员梁静结婚，两人育有一个女儿和一个儿子。2009年，拍摄的革命题材电视剧《沂蒙》大受好评，随剧套拍的电影《斗牛》，获得第46届金马奖最佳改编剧本奖。2015年，执导电影《老炮儿》，获得第31届中国电影金鸡奖最佳编剧奖。2020年，执导的战争片《八佰》上映，票房突破30亿元人民币。2024年，执导的电影《狗陣》獲得第77屆坎城影展一種注目單元最佳影片。

## 作品

### 电视剧
- 1995 《牌坊之南方女人》
- 1996 《咱老百姓》
- 2001 《黑洞》30集
- 2003 《7日》28集
- 2003 《冬至》36集[1]
- 2005 《生存之民工》32集
- 2005 《卧薪尝胆》41集
- 2007 《第二面》26集
- 2008 《活着，真好》44集
- 2009 《沂蒙》42集
  - 第28届中国电视剧飞天奖优秀导演奖
- 2009 《外乡人》43集
- 2011 《女子军魂》32集
- 2012 《火线三兄弟》40集
- 2015 《月供》
- 2015 《生死血符》
- 2016 《我们最美好的十年》
- 2017 《鬼吹灯之黄皮子坟》20集
- 2018 《外滩钟声》[3][4]36集

### 电影
- 1992 《头发乱了》
- 1996 《浪漫街头》
- 1999 《再见，我们的1948》
  - 华表奖最佳导演新人奖[1]
- 2000 《上车，走吧》（于电影频道上映的电视电影）
- 2002 《西施眼》
  - 第十届北京大学生电影节最受欢迎影片[1]
- 2009 《斗牛》
  - 第46届金马奖最佳改编剧本奖[5]
  - 提名-第46届金马奖最佳剧情片、最佳导演
- 2009 《谁动了我的幸福》
- 2012 《杀生》[6]
- 2013 《廚子戲子痞子》
- 2015 《老炮儿》[7]
  - 2015年度中国电影导演协会年度表彰评选年度影片、年度导演
  - 第31届金鸡奖最佳编剧
  - 提名-第10届亚洲电影大奖最佳影片、最佳导演
  - 提名-第31届金鸡奖最佳故事片、最佳导演
  - 提名-第33届百花奖最佳故事片、最佳导演
  - 提名-第36届香港电影金像奖最佳两岸华语电影
- 2016 《奔爱》
- 2019 《我和我的祖国》
  - 第18届华表奖优秀故事片、优秀导演
- 2020 《八佰》[8]
  - 中国电影导演协会年度表彰年度电影
  - 提名-中国电影导演协会年度表彰年度导演、年度编剧
- 2020 《金刚川》[9]
- 2024 《狗阵》
  - 第77屆坎城影展一種注目單元最佳影片
- 2024 《一個男人和一個女人》
  - 入圍第26屆上海國際電影節金爵獎主競賽單元
- 2025《東極島》[10]